# Bardos
Bardos è un comune francese di 1 654 abitanti situato nel dipartimento dei Pirenei Atlantici nella regione della Nuova Aquitania.

## Società

### Evoluzione demografica
Abitanti censiti

## Economia

Produzioni agricole di Bardos
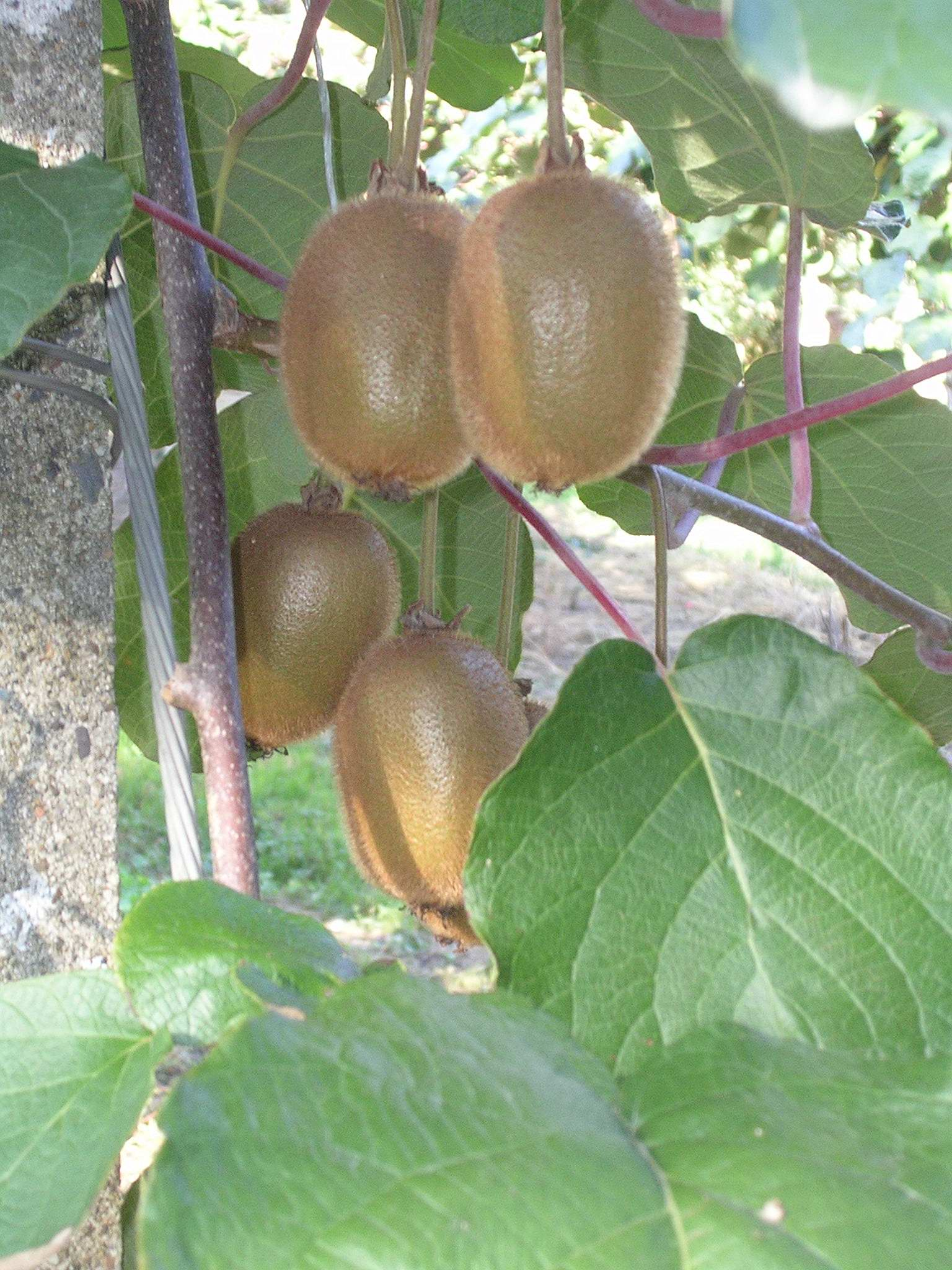
Kiwi dell'Adour
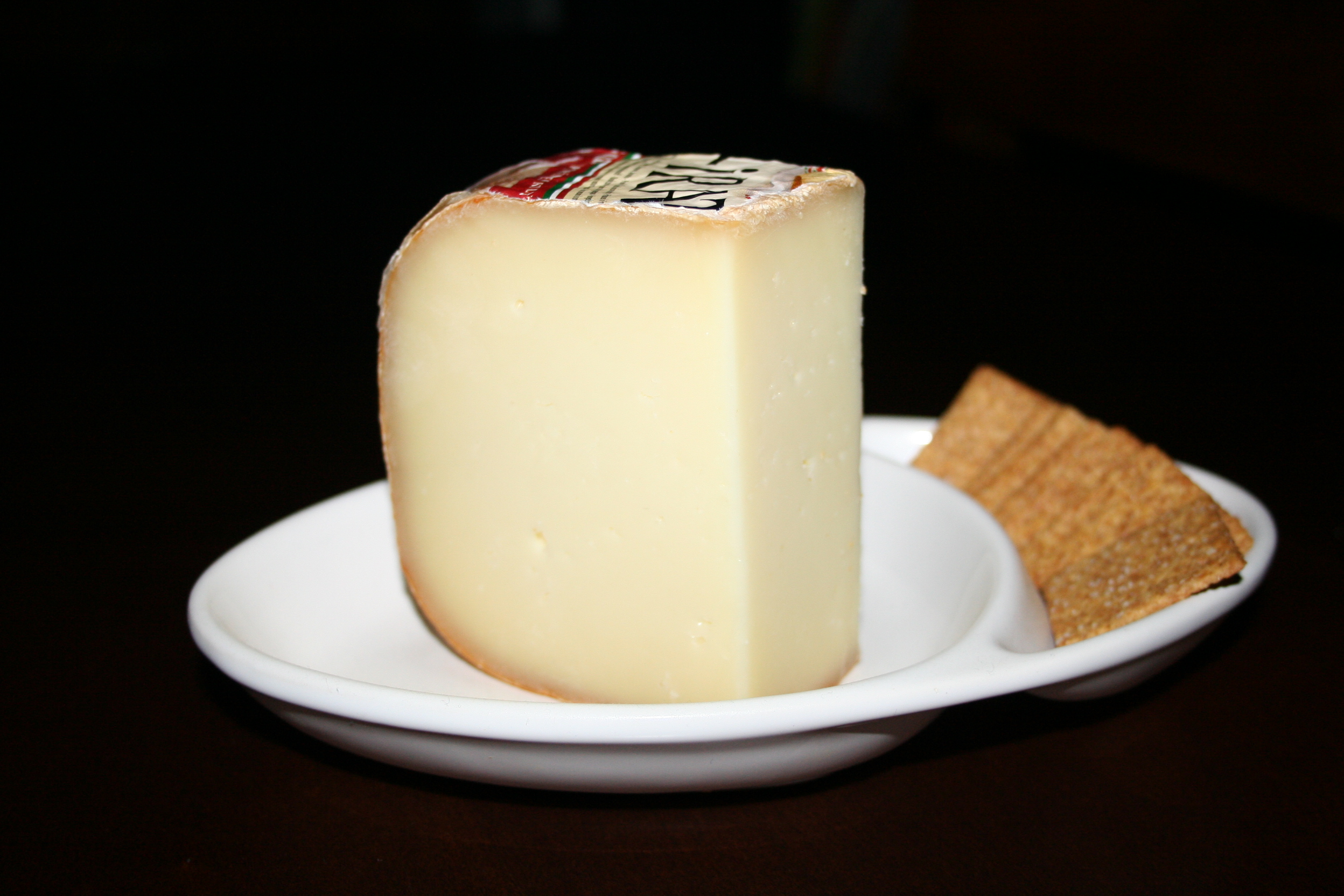
Ossau-Iraty (formaggio di pecora)
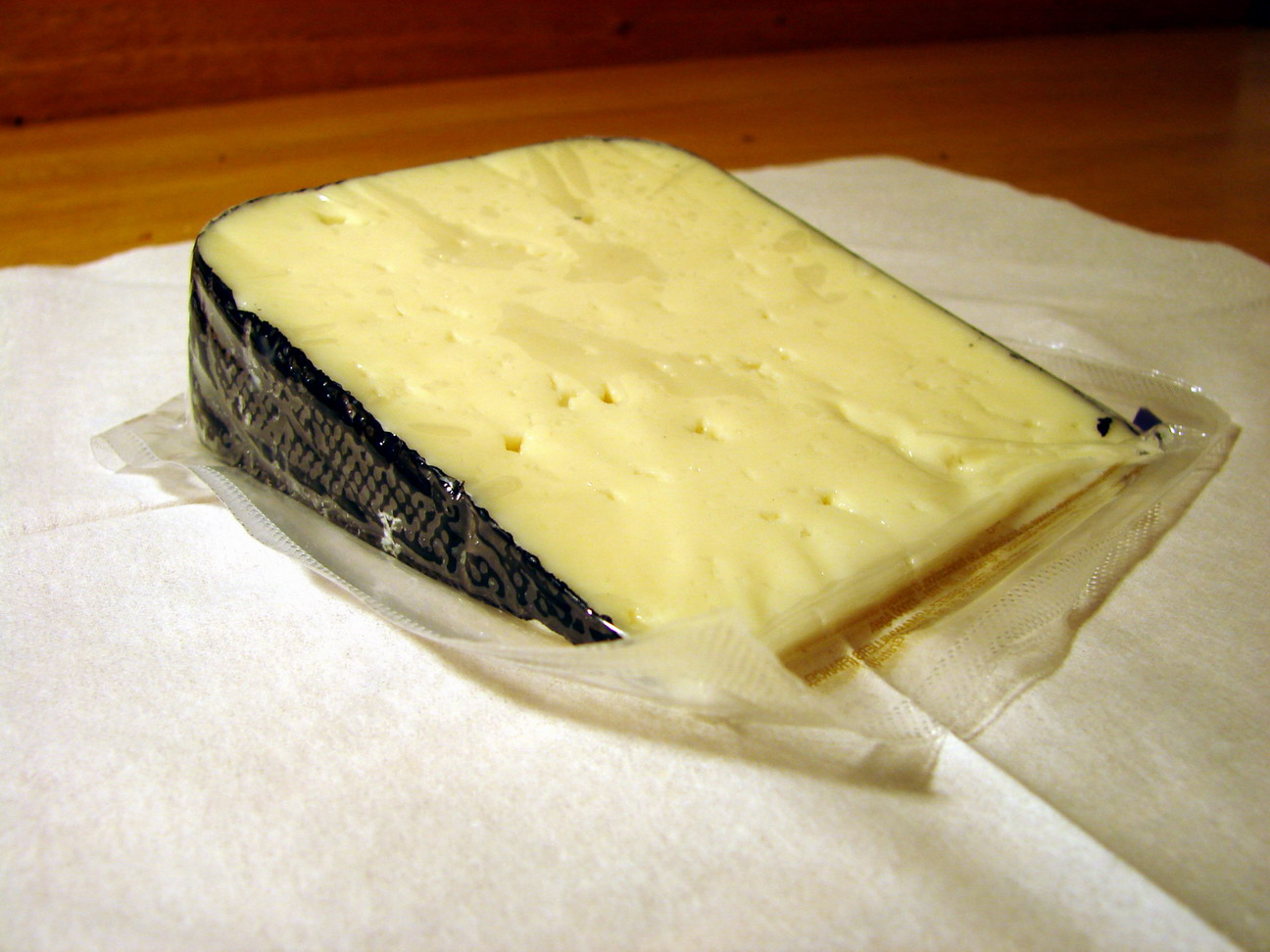
Toma nera dei Pirenei.
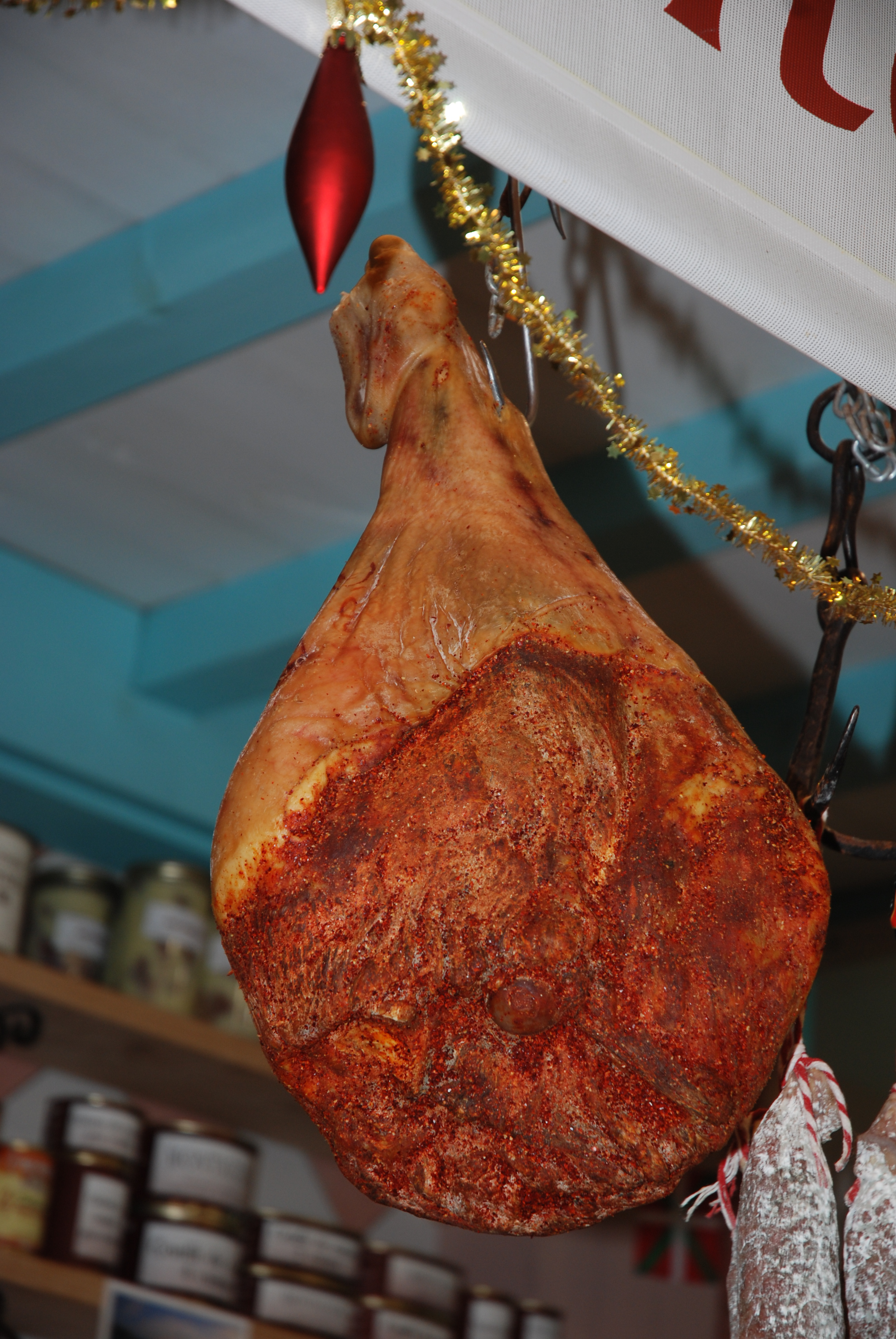
Prosciutto di  Bayonne.
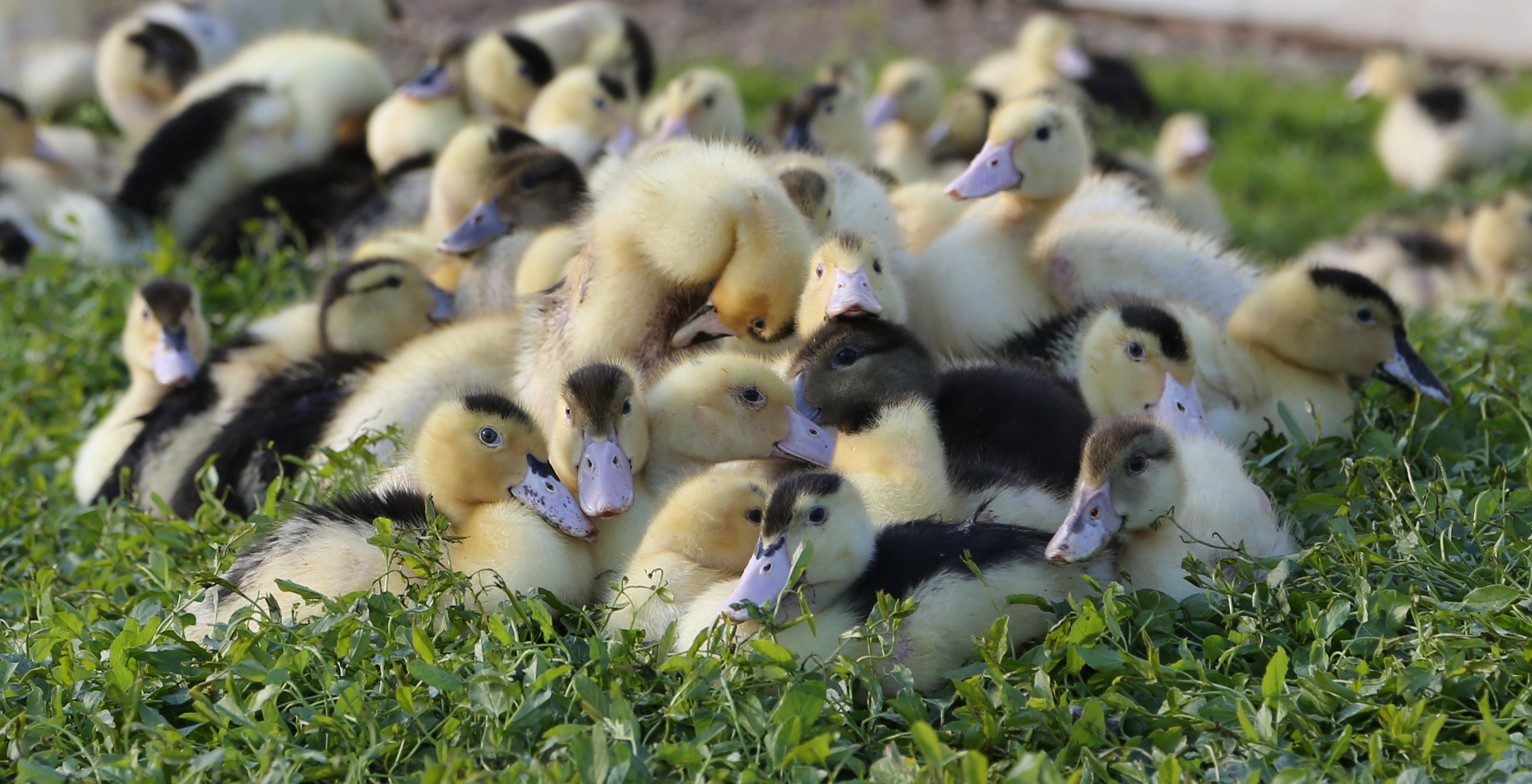
Anatre da foie gras del sud-ovest allevate in semilibertà